# 29P/Schwassmann-Wachmann 1
Der Komet 29P/Schwassmann-Wachmann 1, auch kurz SW1 genannt, wurde am 15. November 1925 von Friedrich Karl Arnold Schwassmann und Arthur Arno Wachmann an der Hamburger Sternwarte in Bergedorf photographisch bei 13. Größenklasse entdeckt. Im Jahre 1931 fand man den Kometen ebenfalls auf alten Aufnahmen vom 4. März 1902 bei 12. Größenklasse.
Derzeit wird angenommen, dass der Komet zur Familie der Zentauren gehört, von deren Gruppe 45 Objekte bekannt sind. Diese Körper sind klein und eisig mit einer Bahn im Sonnensystem zwischen Jupiter und Neptun. Astronomen vermuten, dass die Zentauren vor längerer Zeit aus dem Kuipergürtel nach innen gedriftet sind. 
Der Staub und das Gas des Kometenkerns entstammen dem gleichen ursprünglichen Material, aus dem die Sonne und die Planeten vor Milliarden Jahren geformt wurden. 

Im Allgemeinen kann der Helligkeitsverlauf gut vorausberechnet werden, doch gibt es vereinzelte Ausbrüche bis zu 4 Magnituden. 